# Ceracia majorina
Ceracia majorina är en tvåvingeart som först beskrevs av Wulp 1891.  Ceracia majorina ingår i släktet Ceracia och familjen parasitflugor. Inga underarter finns listade i Catalogue of Life.